# Anders Åkerman
Anders (Andreas) Åkerman, född 19 maj 1721 i Halla socken i Södermanland, död 3 februari 1778 i Uppsala, var en svensk grafiker och kopparstickare berömd för sin tillverkning av jord- och himmelsglober.

## Biografi
Anders Åkerman var son till snickaren Olof Åkerman och Ingeborg Simonsdotter, och gift med Anna Christina Österberg samt far till gravörerna Andreas Åkerman och Olof Åkerman. Efter avslutad skolgång i Strängnäs utbildades han i gravyr av Carl Eric Bergquist i Stockholm i början av 1740-talet. Han blev student vid Uppsala universitet 1747, och utnämndes till gravör vid Vetenskapssocieteten i Uppsala 1758. Han startade sin globverkstad 1759, och fick på kort tid en omfattande produktion av jordglober. När den förödande stadsbranden härjade i Uppsala 1766 förstördes över 60 färdiga globklot. Efter branden och fram till juni 1770 tillverkade han enligt egen utsago 96 par glober. Trots den stora produktionen var lönsamheten dålig och han dog i armod.
Åkerman använde de senaste beräkningarna som tagits fram av John Flamsteed och Nicolas-Louis de Lacaille när han placerade landmassorna på globen.
När Åkerman avled 1778 övertogs globverkstaden av Vetenskapsakademin i Stockholm, och ställdes från 1779 under ledning av Åkermans främste elev Fredrik Akrel. Förutom jordglober utförde Åkerman även kopparstick och etsningar för vetenskapliga verk inom botanik, zoologi, matematik med flera ämnen samt graverade porträtt av Carl von Linné, ärkebiskop JH Scheffel, kyrkoherde PM Högström, exlibris och illustrationer. Han utgav 1768 Atlas juvenilis med tjugo kolorerade kartor. Åkermans glober fanns i de flesta svenska herrgårdsbibliotek under 1700-talet och kunde väl mäta sig med de utländska glober som fanns på marknaden, och han är representerad vid Nationalmuseum i Stockholm, Kungliga biblioteket och Uppsala universitetsbibliotek.